# Барвінок Інна Григорівна
Інна Григорівна Барвінок (1930, с. Леонтіївка Нововоронцовський район, Херсонська область — 1992, м. Київ) — український журналіст, заслужений працівник культури України.
Народилася 8 червня 1930 у селі Леонтіївка Нововоронцовського району Херсонської області. Закінчила факультет журналістики Київського держуніверситету (навчалася в 1948–1953) і разом з чоловіком Василем Морозом приїхала працювати на Дніпропетровщину. У 1953–1954 — літературний працівник відділу культури обласної газети «Днепровская правда». У 1954–1957 завідувала відділом інформації газети «Зоря». У 1957–1969 рр. завідувала відділом культури, науки і шкіл газети «Зоря». З березня 1969-го — спеціальний кореспондент газети «Радянська Україна» (Київ). З липня 1969 — знов завідувач відділу культури, науки і шкіл обласної газети «Зоря». З листопада 1970 по грудень 1975 — головний редактор «Зорі», у 1976–1988 головний редактор республіканської газети «Культура і життя».
У 1960 нагороджена орденом «Знак Пошани». У 1967 їй присуджено республіканську премію імені Я. Галана за цикл нарисів про радянську людину. Депутат Дніпропетровської обласної ради народних депутатів 13, 14, 15 скликань 1971, 1973, 1975 відповідно. Обиралася членом обкому КПУ на 20, 21 облпартконференціях у 1971, 1974 рр. відповідно. У 1971 обрана делегатом на XXIV з'їзд КПУ.
Померла 10 листопада 1992 в Києві, де й похована.